# Кінний спорт на літніх Олімпійських іграх 2012 — командне триборство
Змагання з командного триборства на літніх Олімпійських іграх 2012 відбулися у Гринвіцькому парку в період з 28 липня по 31 липня.
За результатами усіх етапів переможцем змагань стала збірна Німеччини у складі Петера Томсена на Barny, Дірка Шраде на King Artus, Інгрід Клімке на Butts Abraxxas, Сандри Ауффарт на Opgun Luovo та Міхаеля Юнга на коні на ім'я Sam. Другими стали британці (Нікола Вілсон на Opposition Buzz, Мері Кінг на Imperial Cavalier, Зара Філліпс на High Kingdom, Тіна Кук на Miners Frolic, Вільям Фокс-Пітт на Lionheart). Бронзові нагороди здобули представники Нової Зеландії (Джонель Річардс на Flintstar, Джонатан Паджет на Clifton Promise, Керолайн Павелл на Lenamore, Ендрю Ніколсон на Nereo, а також Марк Тодд та Campino).
Цікаво, що збірна Німеччини стала найсильнішою у олімпійських змагання з командного триборства вдруге поспіль.

## Формат змагань
У змаганнях можуть брати участь лише коні віком більше восьми років. Змагання за особисті та командні нагороди відбуваються паралельно. Вершники змагаються у виїздковій дисципліні, подоланні маршруту по пересіченій місцевості та стрибках. Командні медалі присуджують шляхом підсумовування результатів виступів трьох найкращих вершників кожної з країн в усіх трьох видах змагань. Загальна кількість спортсменів у команді не має перевищувати 5 вершників. Команда з найменшою кількістю штрафних балів отримує «золото».
Формат змагань на Олімпійських іграх у Лондоні залишився незмінним порівняно зі змаганнями попередніх Ігор у Афінах та Пекіні.
Довжина маршруту для кросу склала 5728 метрів з 28 перешкодами та 40 стрибками. Час, відведений на подолання, склав 10 хвилин 3 секунди, при середній швидкості 570 м/хв. Маршрут для конкуру становив 515 метрів з часом на подолання у 1 хвилину та 23 секунди.

## Розклад змагань
Час початку змагань вказано за літнім київським часом (UTC+3)
| Дата                     | Час   | Раунд   |
| ------------------------ | ----- | ------- |
| Субота, 28 липня 2012    | 12:00 | Виїздка |
| Неділя, 29 липня 2012    | 12:00 | Виїздка |
| Понеділок, 30 липня 2012 | 14:30 | Крос    |
| Вівторок, 31 липня 2012  | 12:30 | Конкур  |

## Результати
Для підрахунку кінцевої кількості командних штрафних балів враховуються лише показники трьох найкращих вершників країни.
Спортсмени, що вибули зі змагань, отримують автоматично 1000 штрафних балів.
| Місце | Вершники | Коні                                                                             | Штрафні очки                  | Штрафні очки                 | Штрафні очки                   | Штрафні очки                     | Штрафні очки |
| Місце | Вершники | Коні                                                                             | Виїздка                       | Крос                         | Конкур                         | Загалом                          | Команда      |
| ----- | --- | -------------------------------------------------------------------------------- | ----------------------------- | ---------------------------- | ------------------------------ | -------------------------------- | ------------ |
| 1     | Німеччина - Петер Томсен - Дірк Шраде - Інгрід Клімке - Сандра Ауффарт - Міхаель Юнг                         | Barny King Artus Butts Abraxxas Opgun Luovo Sam                                  | 58.50 39.80 39.30 40.00 40.60 | 5.20 10.80 0.00 4.80 0.00    | 8.00 0.00 9.00 0.00            | 71.70 50.60 48.30 44.80 40.60    | 133.70       |
| 2     | Велика Британія - Нікола Вілсон - Мері Кінг - Зара Філліпс - Тіна Кук - Вільям Фокс-Пітт                     | Opposition Buzz Imperial Cavalier High Kingdom Miners Frolic Lionheart           | 51.70 40.90 46.10 42.00 44.10 | 0.00 1.20 0.00 9.20          | 4.00 0.00 7.00 1.00 0.00       | 55.70 42.10 53.10 43.00 53.50    | 138.20       |
| 3     | Нова Зеландія - Джонель Річардс - Джонатан Паджет - Керолайн Павелл - Ендрю Ніколсон - Марк Тодд             | Flintstar Clifton Promise Lenamore Nereo Campino                                 | 56.70 44.10 52.20 45.00 39.10 | 6.00 4.80 1.60 0.00 0.40     | 9.00 4.00 0.00 7.00            | 71.70 52.90 57.80 45.00 46.50    | 144.40       |
| 4     | Швеція - Лінда Альготссон - Людвіг Свеннерсталь - Сара Альготссон Остгольт - Ніклас Ліндбек - Малін Петерсен | La Fair Shamwari Wega Keymaster Sofarsogood                                      | 59.80 43.70 39.30 45.20 60.40 | 20.00 0.40 0.00 2.80 0.80    | 0.00 8.00 0.00 9.00 6.00       | 79.80 52.10 39.30 57.00 67.00    | 148.40       |
| 5     | Ірландія - Міхаель Райан - Аоіфе Кларк - Джозеф Мерфі - Камілла Спейрс - Марк Кайл                           | Ballylynch Adventure Master Crusoe Electric Cruise Portersize Just a Jiff Coolio | 60.20 48.90 55.60 47.60 58.70 | Вибула3.60 4.80 Вибула7.20   | Вибула0.00 Вибула6.00          | 1000.0052.50 60.40 1000.0071.90  | 184.80       |
| 6     | Австралія - Крістофер Бертон - Сем Гріффітс - Ендрю Хой - Люсінда Фредерікс - Клейтон Фредерікс              | HP Leilani Happy Times Rutherglen Flying Fish Bendigo                            | 46.10 45.40 41.70 40.00 40.40 | 0.00 Вибув7.60 38.00 Вибув   | 4.00 Вибув8.00 1.00 Вибув      | 50.10 1000.0057.30 79.00 1000.00 | 186.40       |
| 7     | США - Бойд Мартін - Карен О'Коннор - Тіана Кудрей - Вільям Коулман - Філліп Даттон                           | Otis Barbotiere Mr. Medicott Ringwood Magister Twizzel Mystery Whisper           | 50.70 48.20 52.00 46.30 44.30 | 3.60 5.60 25.60 36.40 2.80   | Знявся0.00 11.00 2.00 23.00    | 1000.0053.80 88.60 84.70 70.10   | 208.60       |
| 8     | Франція - Деніс Месплес - Орельян Кан - Ліонель Гуйон - Донатьєн Шоулі - Ніколя Тузайн                       | Oregon de la Vigne Cadiz Nemetis de Lalou Ocarina du Chanois Hildago de L'Ile    | 61.50 55.90 50.90 44.40 47.60 | 46.00 39.60 20.00 7.20 7.60  | 19.00 7.00 0.00 Знявся2.00     | 126.50 102.50 70.90 1000.0057.20 | 230.60       |
| 9     | Бразилія - Марсіо Карвалью - Сергій Фофанофф - Марсело Тосі - Руй Фонсека                                    | Josephine Barbara Eleda All Black Tom Bombadill Too                              | 58.50 72.00 58.00 53.90       | 42.80 Вибув29.60 26.40       | 4.00 Вибув10.00 12.00          | 105.30 1000.0097.60 92.30        | 295.20       |
| 10    | Бельгія - Віржині Кольє - Карл Букаерт - Марк Рігоутс - Йоріс ван Спрінгель - Карін Донкерс                  | Nepal du Sudre Cyrano Z Dunkas Lully des Aulnes Gazelle de la Brasserie          | 48.30 53.00 50.70 51.90 40.00 | 21.20 Вибув56.80 12.80 11.60 | 9.00 ВибувЗнявся4.00           | 78.50 1000.0055.60               | 1134.10      |
| 11    | Нідерланди - Тім Ліпс - Ендрю Хеффернан - Елейн Пен                                                          | Oncarlos Millthyme Corolla Vira                                                  | 51.70 50.60 52.20             | 22.00 12.40 Вибула           | 13.00 12.00 Вибула             | 86.70 75.00 1000.00              | 1161.70      |
| 12    | Японія - Тосіюкі Танака - Такаюкі Юміра - Атсусі Негісі - Кенкі Сато - Йосіакі Оіва                          | Marquis de Plescop Latina Pretty Darling Chippieh Noonday de Conde               | 55.00 58.50 50.40 42.20 38.10 | 60.00 Вибув25.60 Вибув       | 4.00 Вибув12.00 Вибув          | 119.00 1000.0088.00 1000.00      | 1207.00      |
| 13    | Канада - Мішель Мюллер - Холі Беннетт-Авад - Пітер Баррі - Джессіка Фенікс - Ребекка Говард                  | Amistad Gin & Juice Kilrodan Abbott Exponential Riddle Master                    | 57.00 48.70 61.70 54.80 50.60 | 63.20 ВибулаВибув2.40 Вибула | ЗняласьВибулаВибув14.00 Вибула | 1000.0071.20 1000.00             | 2071.20      |